# Stomorhina cyanea
Stomorhina cyanea är en tvåvingeart som först beskrevs av Stein 1910.  Stomorhina cyanea ingår i släktet Stomorhina och familjen Rhiniidae. Inga underarter finns listade i Catalogue of Life.